# Julius Avery

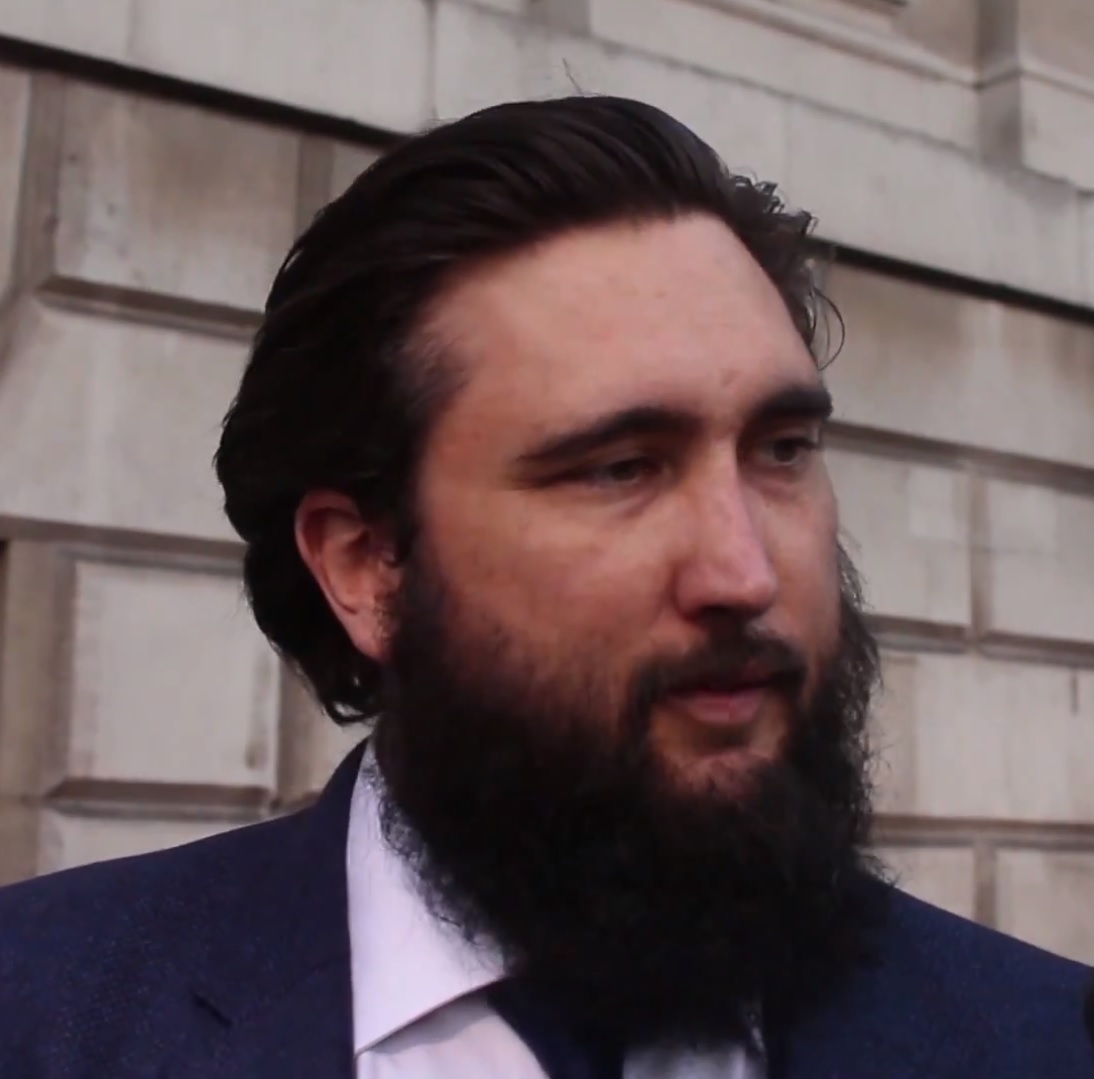
Julius Avery (2014)

Julius Hardin Avery (* 1976 oder 1977 in Pemberton) ist ein australischer Filmregisseur und Drehbuchautor.

## Leben und Karriere
Julius Avery wurde Ende der 1970er Jahre in Pemberton geboren und wuchs im ländlichen Western Australia nahe Perth auf. Im Alter von fünf Jahren starb sein Vater, woraufhin Avery Actionfilme für sich entdeckte und in den Titelhelden eine Vaterfigur suchte. Nach dem Besuch einer Kunstschule in Western Australia ging er ans Victorian College of the Arts an der Universität Melbourne, wo er ein Studium in Filmwissenschaft mit einem Mastergrad abschloss. Parallel dazu begann Avery, erste Kurzfilme basierend auf eigenen Erlebnissen aus seiner Kindheit zu inszenieren. Für den 2006 veröffentlichte Kurzfilm End of Town wurde Avery unter anderem mit einem Australian Directors Guild Award ausgezeichnet, ehe er zwei Jahre später mit Benzinkanister über Mobbing in der Schule den Hauptpreis für den besten Kurzfilm bei den Internationalen Filmfestspielen von Cannes gewinnen konnte. Im Jahr 2011 gründete Avery die Produktionsfirma Bridle Path, ehe er mit dem Kurzfilm Yardbird erneut in Cannes vertreten war.
Im Jahr 2014 gab Avery mit Son of a Gun sein Spielfilmdebüt. Der semi-biografische Heist-Movie mit Brenton Thwaites und Ewan McGregor in den Hauptrollen basiert zum Teil auf Averys eigener Jugend, in der durch falsche Freunde auf die schiefe Bahn geriet. Son of a Gun erhielt zwar nur durchwachsene Kritiken, wurde unter anderem aber im Hauptwettbewerb des London Film Festivals gezeigt. Vier Jahre später inszenierte Avery mit Operation: Overlord einen Zombie-Kriegsfilm, der für den Regisseur erneut eine persönliche Bedeutung hatte, da sein Großvater im Zweiten Weltkrieg für die Alliierten im Afrikafeldzug kämpfte. Noch im selben Jahr wurde Avery für den Regieposten eines Films über die Comicfigur Flash Gordon verpflichtet, der allerdings nie umgesetzt wurde. Stattdessen inszenierte er 2022 das Fantasydrama Samaritan mit Sylvester Stallone und im Folgejahr den Horrorfilm The Pope’s Exorcist mit Russell Crowe.
Avery ist verheiratet und Vater von drei Kindern.

## Filmografie
- 2014: Son of a Gun (Regie und Drehbuch)
- 2018: Operation: Overlord (Overlord, Regie)
- 2022: Samaritan (Regie)
- 2023: The Pope’s Exorcist (Regie)